# Mosaic (311)
Mosaic è il dodicesimo album in studio del gruppo musicale statunitense 311, pubblicato nel 2017.

## Tracce
1. Too Much to Think – 3:54 (Zakk Cervini, John Feldmann, Nick Hexum, Matthew Pauling)
2. Wildfire – 5:28 (Nick Hexum, Gabe Isaac, Doug "SA" Martinez, Aaron "P-Nut" Wills)
3. The Night Is Young – 3:48 (Nick Hexum, Isaac)
4. Island Sun – 3:00 (Nick Hexum, Scott "Scotch" Ralston)
5. Perfect Mistake – 3:10 (Cervini, Feldmann, Nick Hexum, Pauling, Martinez, Wills)
6. Extension – 2:51 (Nick Hexum, Isaac, Martinez)
7. Inside Our Home – 3:40 (Nick Hexum, Dillon Pace, Evan Taubenfeld)
8. 'Til the City's on Fire – 2:56 (Cervini, Feldmann, Nick Hexum, Pauling, Wills)
9. Too Late – 5:23 (Nick Hexum, Ralston)
10. Hey Yo – 3:33 (Geoffrey Earley, Nick Hexum, Martinez, Ralston)
11. Places That the Mind Goes – 3:00 (Nathaniel Caserta, Feldmann, Alan Hampton, Nick Hexum)
12. Face in the Wind – 3:40 (Nick Hexum, Tim Mahoney, Martinez, Ralston, Wills)
13. Forever Now – 3:26 (Nick Hexum, Nicole Hexum, Zack Hexum)
14. Days of '88 – 3:54 (Nick Hexum, Martinez, Ralston, Chad Sexton)
15. One and the Same – 3:27 (Nick Hexum, Martinez, Wills)
16. Syntax Error – 2:13 (Ralston, Sexton)
17. On a Roll – 3:09 (Cervini, Feldmann, Nick Hexum, Pauling, Ralston)